# アーデルハイト (小惑星)
アーデルハイト (276 Adelheid) は小惑星帯にある比較的大きな小惑星である。IRASの観測によってC型小惑星とP型小惑星の複合タイプに分類されており、主に炭素化合物からなっていると推定される。
1888年4月17日にウィーンでヨハン・パリサによって発見された。名前の由来についてはよくわかっていない。「オットー1世の妻にちなんで命名された」という説があるが、「どのオットー1世」の妻を指すのかは不明である（神聖ローマ皇帝オットー1世の後妻ブルグントのアーデルハイトではないかと考えられるが確証はない）。
2004年1月に東北地方で掩蔽が観測された。